# Kazimierz Albin Lenartowicz
Kazimierz Albin Lenartowicz z Giezgiezłowca herbu Pobóg – pułkownik wojsk koronnych w 1780 roku, konsyliarz konfederacji barskiej w 1769 roku.